# Banki (Mora)
Pour les articles homonymes, voir Banki.
Banki est une localité du Cameroun située dans le canton de Limani, dans la commune de Mora, dans le département du Mayo-Sava et la région de l'Extrême-Nord.  

## Géographie
Banki se situe à l'extrême nord du département, à 30km au Nord de Mora, à la limite de la frontière avec le Nigeria et à proximité du Parc national de Waza. La localité est accessible directement de Mora par la route.

## Économie
Banki possède un marché permanent qui, notamment grâce à sa situation frontalière, constitue un important support économique. 

## Population
En 1967, on comptait 505 personnes dans la localité.
Lors du recensement de 2005, 2311 personnes y ont été dénombrées, dont 1155 hommes et 1156 femmes.

### Ethnies
On trouve à Banki des populations Mafa, Mandara et Banana.

## Boko Haram
Banki, par sa position frontalière, souffre régulièrement des attaques de Boko Haram et du conflit sous-régional. 
En septembre 2014, la ville a été prise, côté nigérian, par les forces de Boko Haram.